# Bubb Kuyper

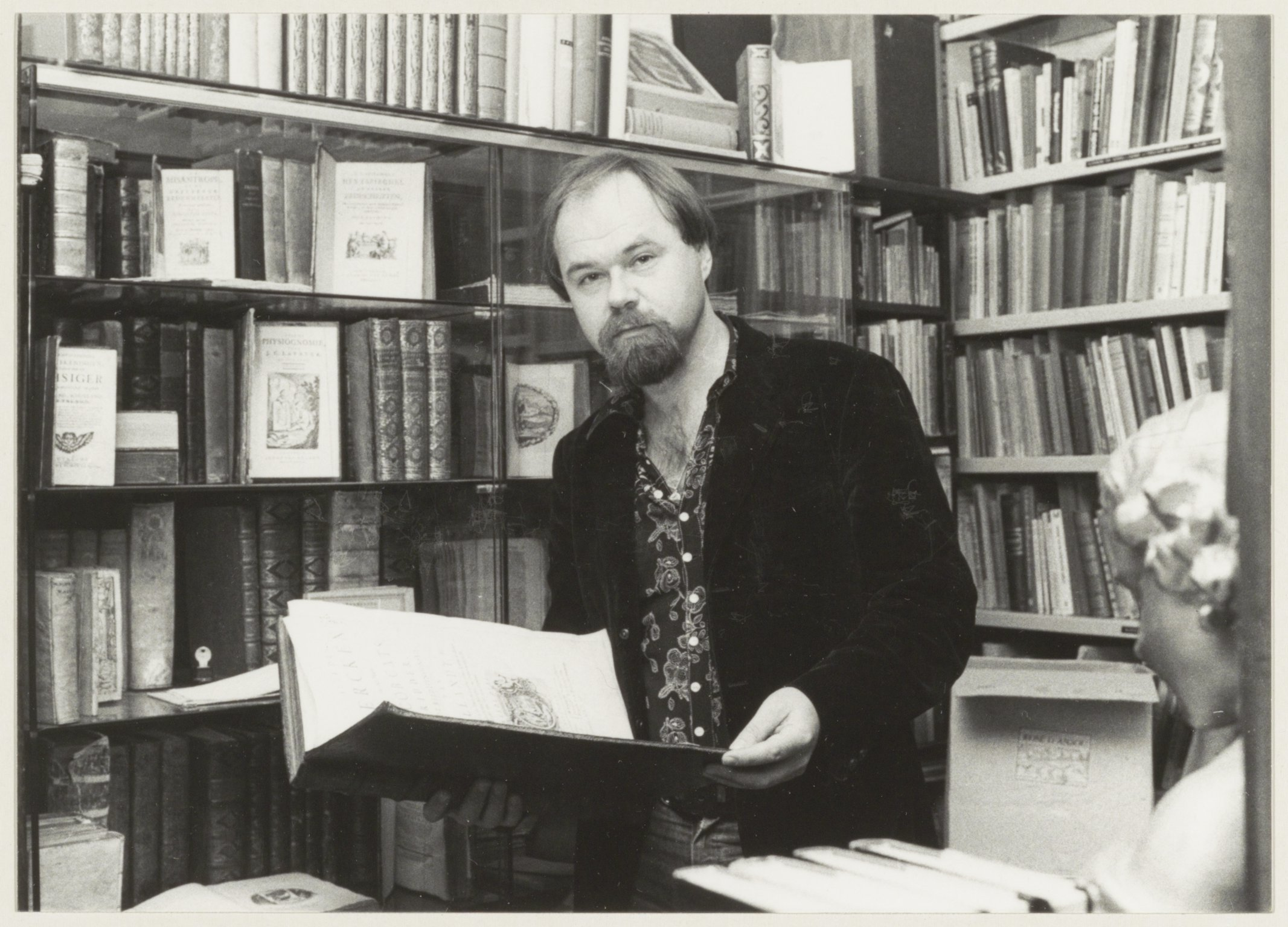
Kuyper in 1980

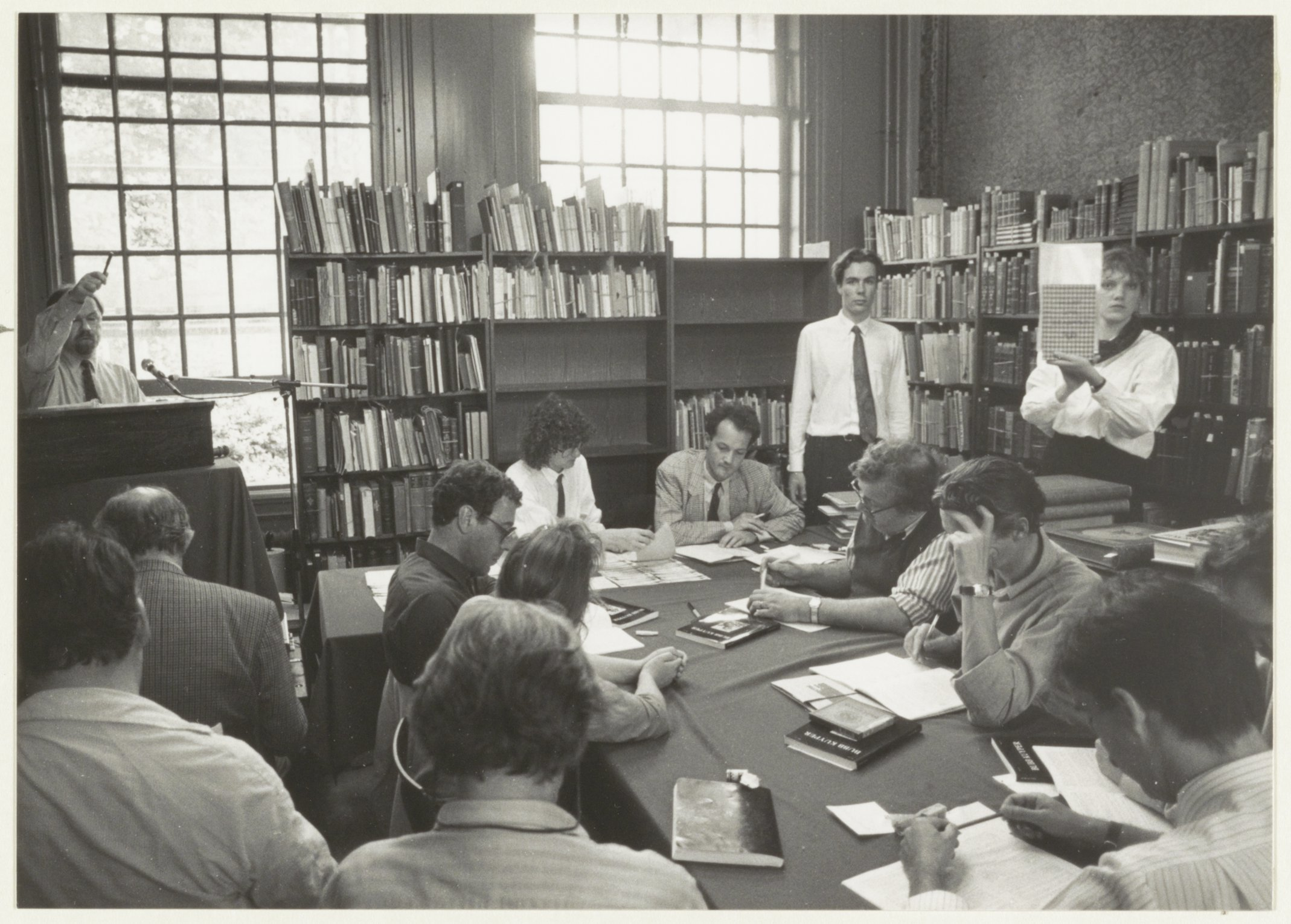
Veilingmeester Bubb Kuyper (geheel links) tijdens de veiling van de Achterbergcollectie; met zittend aan de tafel links van hem: Jeffrey Bosch (met bril) en Thijs Blankevoort.

Franklin Winston (Bubb) Kuyper (Zandvoort, 11 juli 1946) is een Nederlands voormalig leraar, antiquaar en oprichter van het Haarlemse veilinghuis Bubb Kuyper Veilingen.

## Leven en werk
Kuyper werd geboren als zoon van de directeur van het Arbeidsbureau in Zandvoort, de latere directeur-redacteur van het Zandvoorts Nieuwsblad. Hij volgde een gymnasiumopleiding aan het Eerste Christelijk Lyceum in Haarlem en studeerde daarna Nederlands aan de Vrije Universiteit te Amsterdam. Vanaf 1968, nog niet afgestudeerd zijnde, gaf hij les aan het Triniteitslyceum te Haarlem, vanaf 1969/1970 aan Hageveld in Heemstede. Kuyper deed zijn doctoraalexamen in 1972 en bleef leraar tot 1979.
Per 1 mei 1978 nam hij het antiquariaat Verboom in Haarlem over en begon zijn eigen antiquariaat. In het najaar van 1985 besloot hij een veilinghuis te beginnen. De eerste veiling van Bubb Kuyper Veilingen vond plaats op 26 februari 1986. In 2006 trok hij zich terug uit het veilinghuis dat toen in handen kwam van medevennoten Jeffrey Bosch en Thijs Blankevoort.
Vanaf 1980 drukt hij geregeld uitgaafjes op zijn Lojen Deur Pers.